# Chaceley
Chaceley – wieś i civil parish w Anglii, w Gloucestershire, w dystrykcie Tewkesbury. W 2011 civil parish liczyła 125 mieszkańców.